# Jagow (Uckerland)

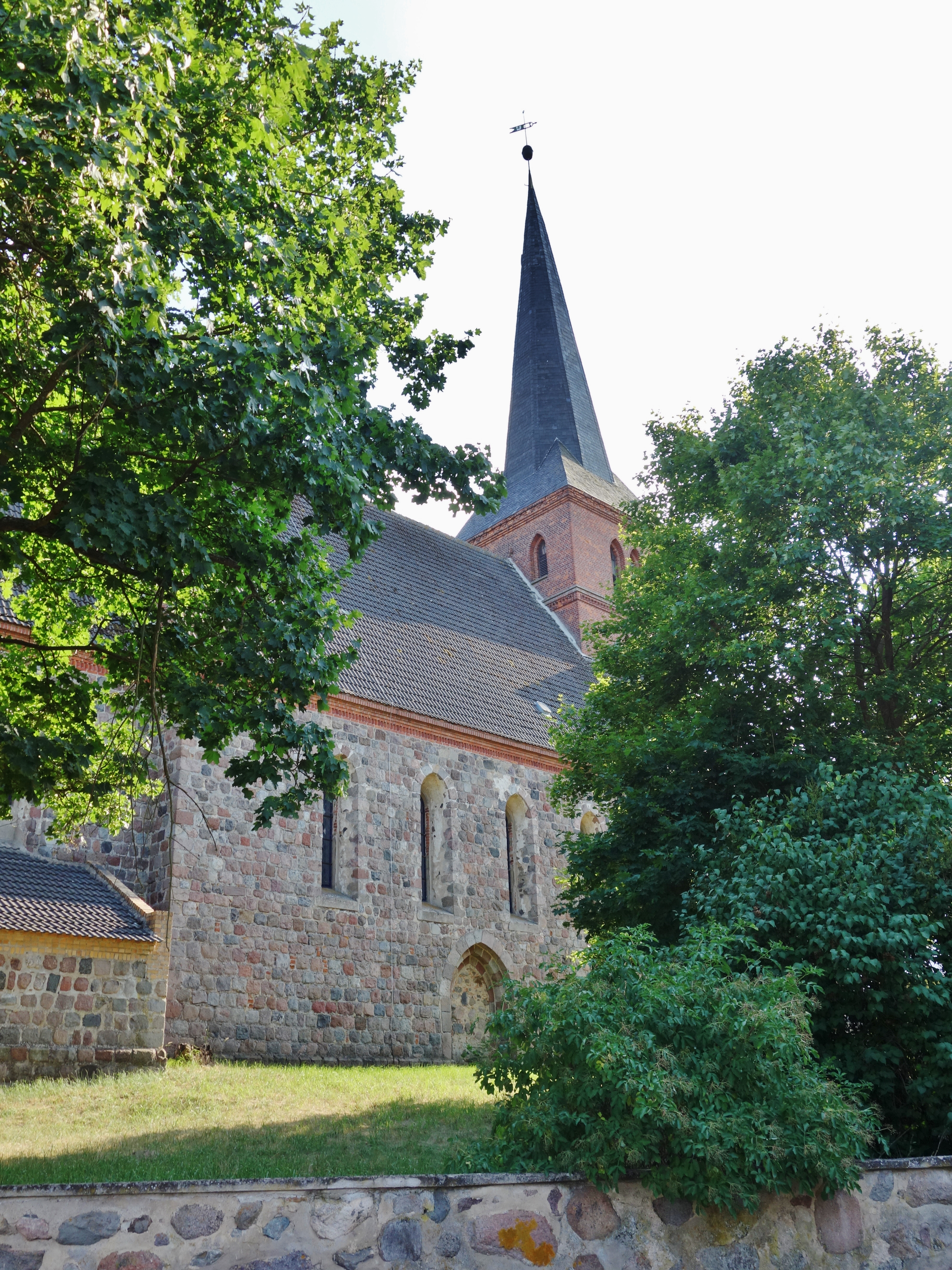
Dorfkirche Jagow

Jagow ist ein Ortsteil der amtsfreien Gemeinde Uckerland im Landkreis Uckermark in Brandenburg.

## Lage
Jagow liegt in der Uckermark, unweit der Grenze zu Mecklenburg-Vorpommern. Die Gemarkung grenzt im Norden an Fahrenholz mit dem Dorf Lindhorst und an Lübbenow, im Osten an Trebenow mit Bandelow, im Südosten an Schönwerder, im Süden an Dedelow mit Steinfurth und an Holzendorf mit Zernikow, im Südwesten an Schapow mit Augustfelde und im Westen an Hetzdorf mit Schlepkow.
Zum Ortsteil Jagow gehören neben dem Dorf Jagow noch die Gemeindeteile Dolgen, Karlstein, Kutzerow, Lauenhof, Taschenberg und Uhlenhof sowie die Wohnplätze Schindelmühle und Taschenberg Ausbau. Jagow liegt an der Kreisstraße 7341 nach Bandelow. Durch die Gemeindeteile Kutzerow und Taschenberg verläuft die Landesstraße 255, südlich von Kutzerow liegt die Bundesstraße 198.

## Geschichte

### Anfänge

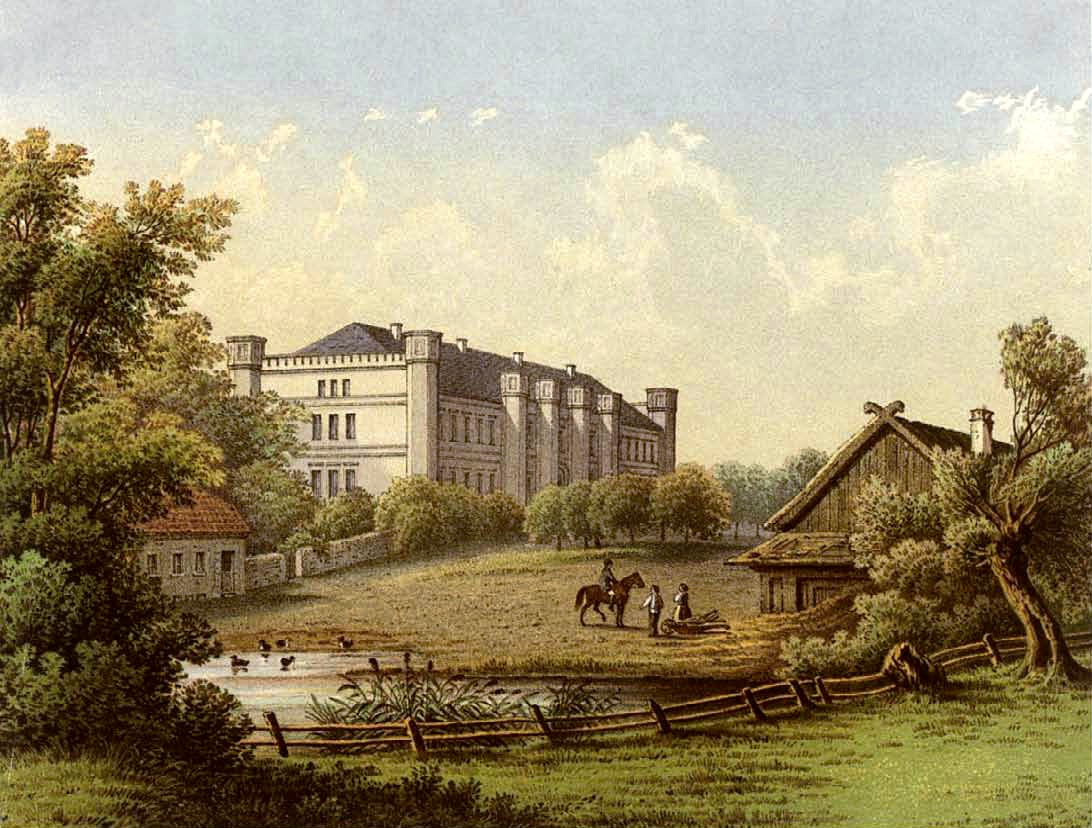
Schloss Jagow, Sammlung Alexander Duncker

Von 1258 ist die erste schriftliche Erwähnung des Ortes als Jagowe erhalten. Der Name leitete sich wahrscheinlich von der Familie von Jagow ab, die in der Altmark und der Prignitz ansässig war. Ein Arnoldus (von Jagow), Sohn des Ritters Mathias, wurde 1337 im Gefolge bei seinem brandenburgischen Markgrafen in Prenzlau erwähnt.

### Familie von Holtzendorff
Mit Olde Zabel von Holtzendorff, vermählt mit Elisabeth von Münckerwitz-Torgelow, beginnt um 1471 die durchgehende genealogische Stammreihe der Adelsfamilie Holtzendorff-Jagow. Fünf Generationen später wird der Mehrfachbesitz mit Jagow, Rittgarten und Tornow neu aufgegliedert.
Im ausgehenden 18. Jahrhundert beginnt die Reihe der Grundbesitzer mit Friedrich von Holtzendorff (dem noch weitere Güter gehören). Eigentümer waren Friedrich von Holtzendorff (1791–1849) und später sein Enkel der Admiral Henning von Holtzendorff (1853–1919). Ihm beerbte sein Bruder.
1879 gehörten zum Rittergut Jagow mit Carlstein etwa 1032 ha Land.
1928 umfasste die Begüterung Jagow mit Karlstein, Lauenhof und Schindelmühle 1235 ha. Mit 28 ha ist nur ein geringer Waldbestand zu konstatieren. Hauptbetrieblich wurde auf dem Gut eine sehr große Schafsviehwirtschaft geführt. Als Gutsleiter fungierte der Verwalter Paul Büschel. Fideikommissherr war Arndt von Holtzendorff (1859–1935). Sein Nachfolger wurde der spätere Generalmajor Hanshenning von Holtzendorff (1892–1982), verheiratet mit Barbara von Flotow-Kogel (1896–1992). Die Nachfahren waren Landwirte, Militärs und waren im Johanniterorden aktiv. Mit der bekannten Verlegerfamilie Perthes war man vielfach verwandt.

### Verwaltungszugehörigkeit
Jagow gehörte seit dem 13. Jahrhundert zur Uckermark in der Markgrafschaft Brandenburg, dann im Kurfürstentum Brandenburg.
Ab 1817 gehörte das Gut Jagow zum Landkreis Prenzlau im Regierungsbezirk Potsdam der preußischen Provinz Brandenburg. Im Zuge der Auflösung der Gutsbezirke in Preußen im Jahr 1928 wurden die Gutsbezirke Jagow, Kutzerow und Taschenberg zu der neuen Landgemeinde Jagow vereinigt.
Diese Verwaltungszugehörigkeit blieb auch nach 1945 in der Sowjetischen Besatzungszone und in der DDR zunächst erhalten.
Bei der Kreisreform am 25. Juli 1952 wurde Jagow dem Kreis Strasburg im Bezirk Neubrandenburg zugeordnet.
Ab 1990 gehörte die Gemeinde Jagow zum Landkreis Strasburg im neuen Bundesland Mecklenburg-Vorpommern, 1992 schloss sie sich mit elf weiteren Gemeinden zum Amt Lübbenow (Uckermark) zusammen. Am 1. Juli 1992 wechselte die Gemeinde Jagow in den Landkreis Prenzlau und somit nach Brandenburg.
Bei der Kreisreform im Dezember 1993 wurde die Gemeinde Jagow dem Landkreis Uckermark zugeordnet. Am 31. Dezember 2001 erfolgte die Auflösung des Amtes Lübbenow (Uckermark) und die Fusion der amtsangehörigen Gemeinden zu der neuen Gemeinde Uckerland.

## Einwohnerentwicklung
| Jahr | Einwohner |
| ---- | --------- |
| 1875 | 716       |
| 1890 | 740       |
| 1910 | 671       |

| Jahr | Einwohner |
| ---- | --------- |
| 1925 | 919       |
| 1933 | 780       |
| 1939 | 733       |

| Jahr | Einwohner |
| ---- | --------- |
| 1946 | 1.196     |
| 1950 | 1.381     |
| 1964 | 1.033     |

| Jahr | Einwohner |
| ---- | --------- |
| 1971 | 973       |
| 1981 | 679       |
| 1989 | 626       |

| Jahr | Einwohner |
| ---- | --------- |
| 1992 | 630       |
| 1996 | 570       |
| 2000 | 558       |

Gebietsstand des jeweiligen Jahres, mit Kutzerow und Taschenberg
Im Dezember 2015 hatte der Ortsteil Jagow insgesamt 372 Einwohner; davon lebten 85 in Jagow, 145 in Kutzerow, 78 in Taschenberg, 29 in Karlstein, 17 in Dolgen, 13 in Uhlenhof und fünf in Lauenhof.

## Sehenswürdigkeiten und Kultur
- Dorfkirche, 13. Jahrhundert
- Gutsanlage
- Erbbegräbnis der Familie von Holtzendorff, mit Gräbern von Henning von Holtzendorff und Frida von Holtzendorff[14]